# 422 Berolina
422 Berolina este un asteroid din centura principală, descoperit pe 8 octombrie 1896, de Gustav Witt.